# فيل يونغ
فيل يونغ (بالإنجليزية: Phil Young)‏ هو لاعب دوري الرغبي أسترالي، ولد في 1947.